# Хаапай (округ)
Хаапай (тонг. Haʻapai) — один из пяти округов Тонга, расположенный на одноименном архипелаге. Административный центр и самый крупный город округа — Пангаи (3000 человек) находится на западно побережье главного острова Хаапай — Лифука. Все в округе 62 острова. Основными островами, имеющими постоянное население являются Лифука, Уиха, Номука, Манго. Из 62 островов архипелага 17 имеют постоянное население, рассредоточенное по более чем тридцати деревням. В состав округа Хаапай входят 6 районов: Лифука, Фоа, Уиха, Лулунга, Кауваи-Хаано и Муомуа.